# Szikorszkij Ilja Muromec
A Szikorszkij Ilja Muromec (oroszul: Илья Муромец) a Russzkij Vityaz továbbfejlesztett változata, a világ első nagy, négymotoros szállító és nehézbombázó repülőgépe volt. Tervezője a később helikoptereivel híressé vált Igor Sikorsky volt.

## Az Ilja Muromec története
Sikorsky már egész fiatalon a repülőtervezésnek adta a fejét, 1909-ben építette meg első repülőgépét. Bár ez a kétmotoros repülőgép nem váltotta be a hozzá fűzött reményeit, hamar tanult a kudarcból és elismert repülőgép-tervezővé lépett hamar elő. 1912-ben megépítette a világ első négymotoros repülőgépét, a 31,5 méteres fesztávú Russzkij Vityazt és 1913-ban maga végezte a tesztrepülést. Ezt továbbfejlesztve tervezte meg a Szikojszkij Ilja Muromecet, amit eredetileg utasszállító gépnek szánt. Az első felszállást már 1913-ban végrehajtották és a gép kiállta a próbát. Nemsokára már demonstrációs célokkal 16 utassal a fedélzetén szállt fel a gép, amelyben ülések és WC is volt.
Az első világháború kitörésével Szikorszkij úgy döntött, megváltoztatja egy kicsit a gép tulajdonságait és átalakíttatta a konstrukciót nehézbombázóvá. 800 kg-os bombaterhet tudott szállítani a gép, a védelmet pedig kilenc géppuska adta. A bombázót a hadsereg alkalmazásba vette és elkezdték szervezni az első bombázó századokat. 1914. decemberéig tíz bombázó század, 1916. nyarára már húsz század állt szolgálatban. A Muromecek közül nem sokat sikerült a németeknek a háború négy éve alatt megsemmisíteni a gép erős védelmi fegyverzetének köszönhetően. A háború során a gépen több fejlesztést is végeztek, folyamatosan gyártották és a gyártás leállításáig nagyjából nyolcvan vagy annál több gép került ki az üzemekből.
A háború lezárultáig a Szikojszkij Ilja Muromec bombázók összesen 600 bevetést teljesítettek és 65 tonna bombaterhet dobtak az ellenséges állásokra, objektumokra. A gépet 1922-ben vonták ki a szolgálatból.

## Technikai adatok (S-23-as modell)
- Hosszúság: 17,5 m
- Fesztáv: alul 21 m, felül 29,8 m
- Magasság: 4 m
- Szárnyfelület: 125 m²
- Szerkezeti tömeg: 3150 kg

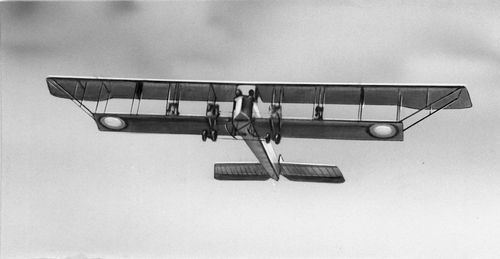
Egy Ilja Muromec a levegőben

- Megrakott gép tömege: 4600 kg
- Hajtómű: 4 db Sunbeam Crusader V8-as motor
- Maximális sebesség: 110 km/h
- Fegyverzet:
  - fedélzeti fegyverek: A háború alatt több variáció volt a fedélzeti fegyverek tekintetében. Általában hét géppuska volt a gépeken, ezek lehettek többek között 12,7 mm-es, 15,3 mm-es, 25 mm-es, 37 mm-es és 7,62 mm-es géppuskák illetve gépágyúk, Maxim géppuskák, Colt gépfegyverek.
  - bombák: a bombázók fedélzetén lévő bombák típusa és mérete között is több variáns volt. A bombázó 800 kg bombaterhet tudott szállítani. Több gépen volt több 50 kg-os bomba, esetleg néhány 100 kg-os bomba. Volt olyan gép, amin 675 kg-os bomba is volt és amellett volt néhány darab kisebb bomba.
- Személyzet: max. 12 fő

## Használó nemzetek

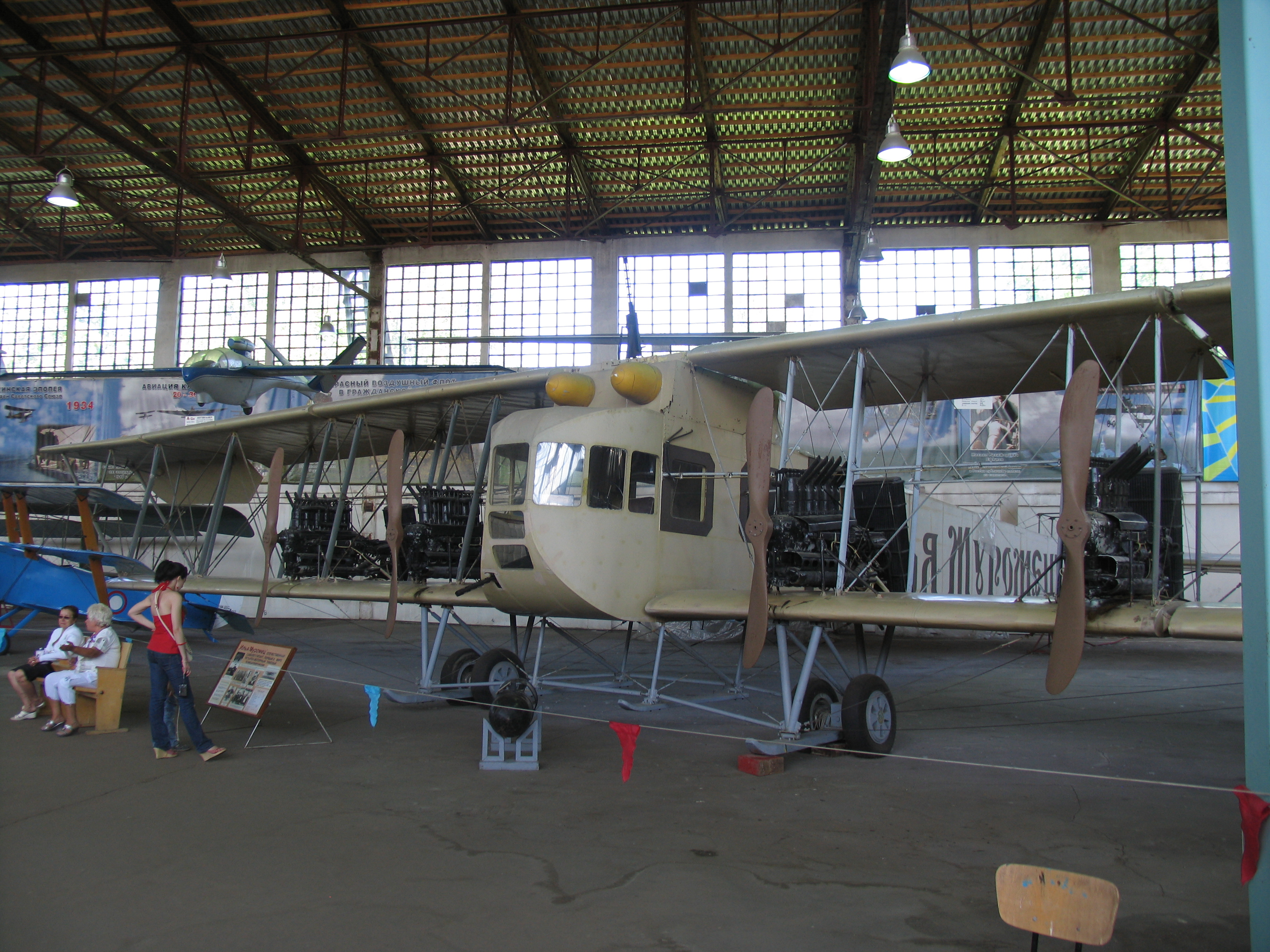
Egy megmaradt példány a Muromec S-22-es modelljéből

### Orosz Birodalom
- Orosz Cári Légierő

Az Orosz Cári Légierő volt a bombázó repülőgép első számú használója és az egyetlen gyártó állama. A gépeket a mai Lettország területén található Orosz-balti Vasúti Autó Művek (Русско-Балтийский вагонный завод, RBVZ) gyártották és a gyártás beszüntetéséig megközelítőleg 80 vagy annál is több bombázót szereltek össze.
- Szovjet Légierő

Az Oroszországi polgárháború kitörésével sok gép került a szovjetek kezébe, akik a Vörös Légierő kötelékeibe osztották be őket.
- Szovjet Civil Kereskedelmi Légiflotta (a mai Aeroflot)

A polgárháború végével a megmaradt, szovjet kézen levő gépeket a civil kereskedelmi légierő használta egészen a gépek onnan való leselejtezéséig.

### Egyéb használó országok
Az Ilja Murovec bombázóból nem csak a szovjetek, hanem a környező nemzetek közül is zsákmányoltak néhányat. Ukrajnában a bolsevikok ellen harcoló kozák és ukrán alakulatok szereztek néhány példányt, a lengyelek pedig szintén zsákmányoltak egy-két darab Ilja Murovecet a akkor alakuló Lengyel Légierő számára.